# Rudca, Zastavna
Rudca (în ucraineană Рудка, transliterat Rudka) este un sat în raionul Zastavna din regiunea Cernăuți (Ucraina), depinzând administrativ de comuna Babin. Are 211 locuitori, preponderent  ucraineni (ruteni).
Satul este situat la o altitudine de 280 metri, în partea de nord-vest a raionului Zastavna.

## Istorie
Localitatea Rudca a făcut parte încă de la înființare din regiunea istorică Bucovina a Principatului Moldovei. După anexarea Bucovinei de către Imperiul Habsburgic în anul 1775, localitatea Rudca a făcut parte din Ducatul Bucovinei, guvernat de către austrieci, făcând parte din districtul Zastavna (în germană Zastawna). 
După Unirea Bucovinei cu România la 28 noiembrie 1918, satul Rudca a făcut parte din componența României, în Plasa Nistrului a județului Cernăuți. Pe atunci, majoritatea populației era formată din ucraineni. 
Ca urmare a Pactului Ribbentrop-Molotov (1939), Bucovina de Nord a fost anexată de către URSS la 28 iunie 1940, reintrând în componența României în perioada 1941-1944. Apoi, Bucovina de Nord a fost reocupată de către URSS în anul 1944 și integrată în componența RSS Ucrainene. 
Începând din anul 1991, satul Rudca face parte din raionul Zastavna al regiunii Cernăuți din cadrul Ucrainei independente. Conform recensământului din 1989, din cei 206 locuitori ai satului, 205 s-au declarat de etnie ucraineană și unul singur de etnie rusă . În prezent, satul are 211 locuitori, preponderent ucraineni.

## Demografie
Componența lingvistică a localității Rudca
     Ucraineană (100%)
Conform recensământului din 2001, toată populația localității Rudca era vorbitoare de ucraineană (100%).
1989: 206 (recensământ)
2007: 211 (estimare)